# Tradescantia
Tradescantia là một chi thực vật có hoa trong họ Commelinaceae. Tên của chi được đặt để ghi danh hai nhà tự nhiên học người Anh John Tradescant the Younger (1608-1662) và John Tradescant the elder (1570-1638)

## Phân loại
Chi này có khoảng 70 loài, trong đó có:
- Tradescantia bracteata
- Tradescantia crassula
- Tradescantia fluminensis
- Tradescantia humilis
- Tradescantia occidentalis
- Tradescantia ohiensis
- Tradescantia ozarkana
- Tradescantia pallida
- Tradescantia pinetorum
- Tradescantia spathacea
- Tradescantia virginiana
- Tradescantia zebrina

## Hình ảnh

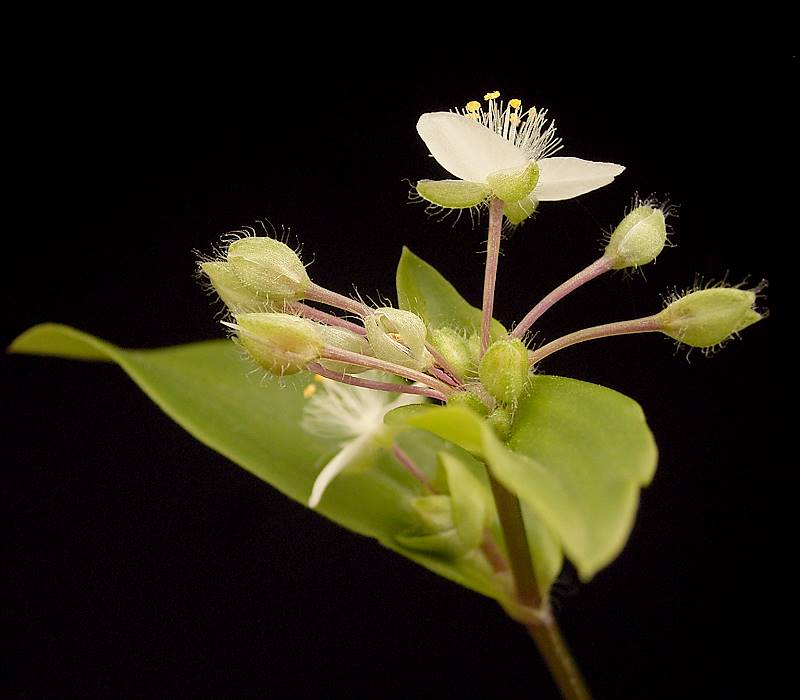
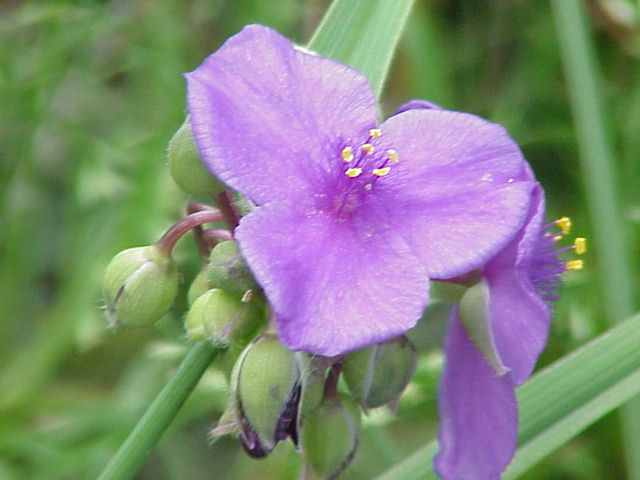
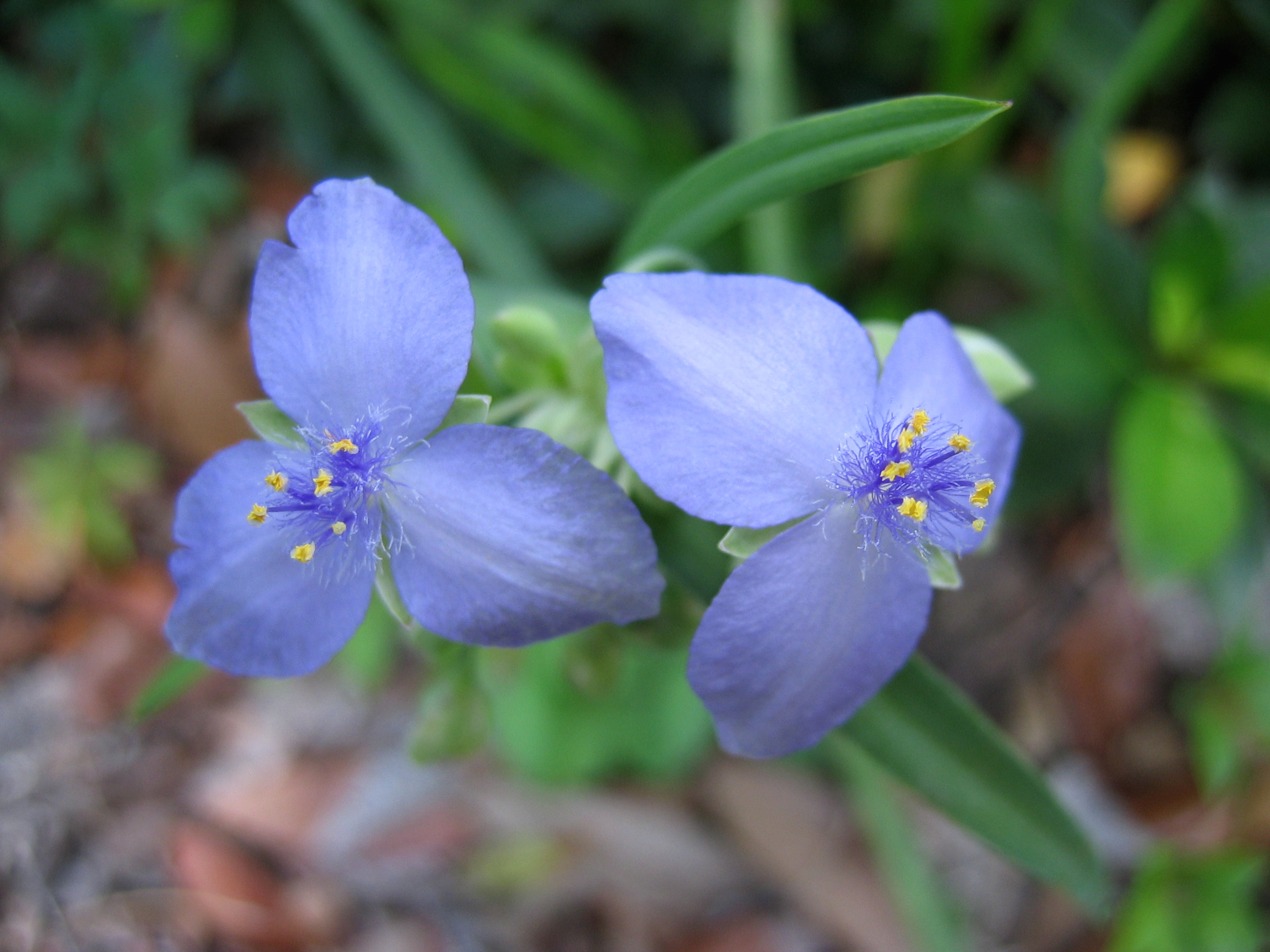
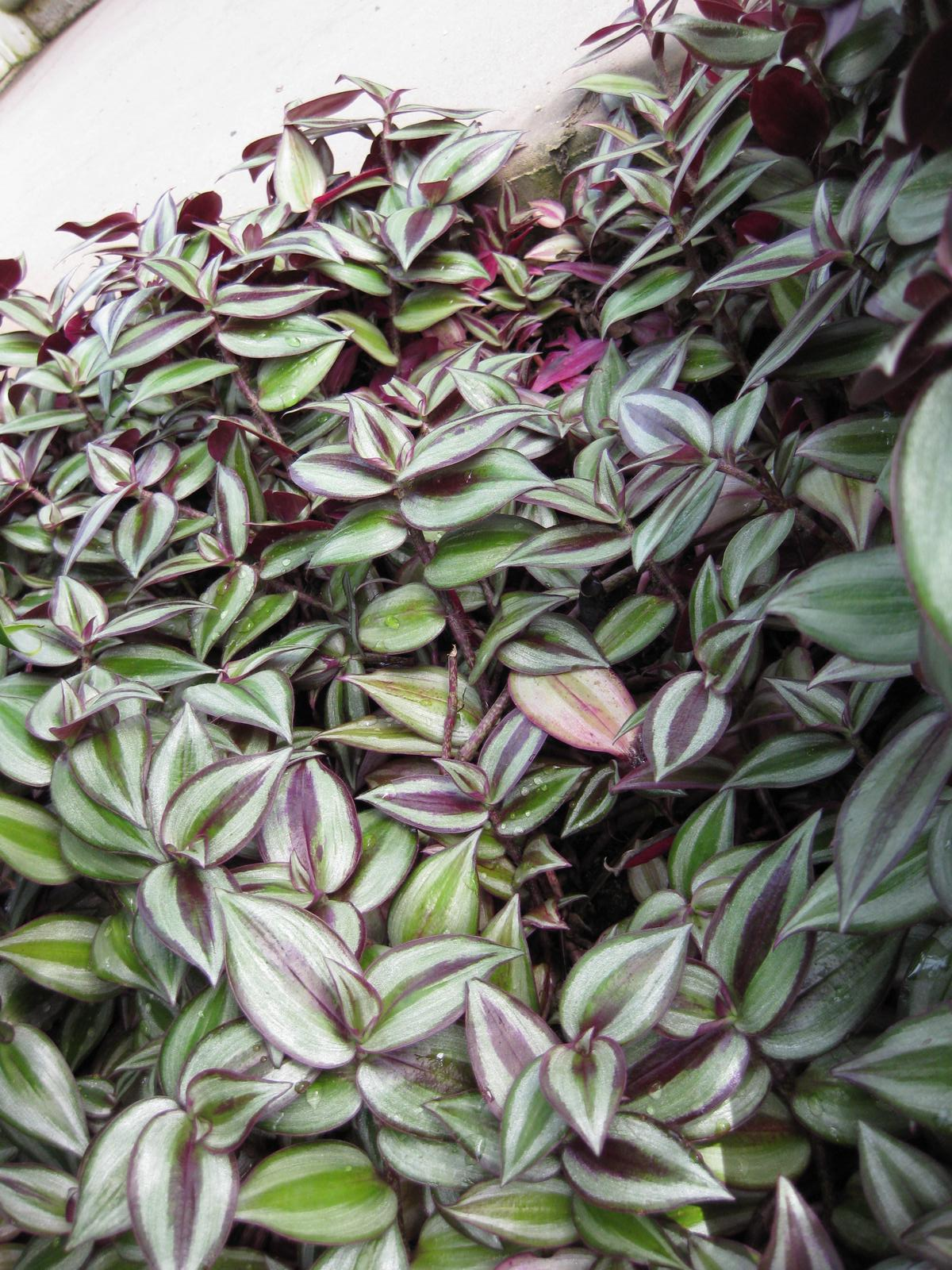